# إميلي سوزان هارتويل
إميلي سوزان هارتويل (بالصينية: 夏咏美) هي مبشرة صينية، ولدت في 16 أبريل 1859 في فوزهو في الصين، وتوفيت في 2 أكتوبر 1951 في أوبرلين في الولايات المتحدة.